# The Way I Am
Pour l’article homonyme, voir The Way I Am (livre).
Singles de Eminem
The Real Slim Shady
(2000) Stan
(2000)
The Way I Am  est une chanson d'Eminem sortie en 2000, en tant que deuxième single de l'album The Marshall Mathers LP. Comme la plupart des autres singles qui ne sortent pas en premier pour un album, The Way I Am comporte un son plus sombre et plus émotionnel que le single principal, dans ce cas, The Real Slim Shady. La chanson a été classée 35e des meilleures chansons de la décennie par le magazine Complex.

## Contenu
| |  |  |
| Eminem et Marilyn Manson ont été accusés d'être une des causes de la fusillade de Columbine en raison de leurs paroles violentes. Le rappeur réfuta ces accusations en affirmant dans The Way I Am que c'est aux parents d'élever leurs enfants. Manson a été invité par Eminem à participer au clip vidéo. |  |  |

La chanson comporte le premier beat qu'Eminem a créé lui-même, avec une ligne de basse sinistre, une boucle au piano et des carillons. Dans la chanson, Eminem exprime toute la pression qu'il ressent non seulement de la part de ses fans trop zélés et des dirigeants de sa maison de disques qui espèrent qu'il va à nouveau récolter un succès du niveau de My Name Is. De fait, le succès de son album The Slim Shady LP sera largement dépassé par celui de The Marshall Mathers LP.
En outre, il s'en prend à l'hypocrisie de la société américaine. Il dénonce les parents qui élèvent mal leurs enfants puis s'étonnent de voir ces derniers grandir de travers et sombrer dans la délinquance. Ensuite, ces mêmes parents utilisent des personnages tels que Marilyn Manson et Eminem lui-même comme bouc-émissaires pour ne pas avoir à assumer leurs responsabilités. Loin d'être abattu par ces critiques, le rappeur s'en sert pour mieux rebondir : « (Ces attaques) me réjouissent car elles me fournissent le carburant dont j'ai besoin pour allumer le feu. » Cette partie de la chanson fait notamment référence à la fusillade de Columbine du 20 avril 1999 dans l'État du Colorado.
À l'exception du refrain, presque toute la chanson est écrite en tétramètre anapestique. Eminem a adapté les paroles de la chanson As The Rhyme Goes On du premier album d'Eric B. et Rakim Paid in Full dans laquelle Rakim chante « I'm the R, the A, to the K, I M—if I wasn't, then why would I say I am? ».
La chanson a été remixée par Danny Lohner et Marilyn Manson, qui l'a également interprétée avec Eminem sur scène. En 2005, elle apparaît sur la compilation Curtain Call: The Hits. En 2008, Eminem a sorti une autobiographie intitulée The Way I Am.

## Accueil critique
The Way I Am a été acclamé par la plupart des journalistes spécialisés. La journaliste Cynthia Fuchs pour Pop Matters a dressé une critique positive : « Dans The Way I Am, Eminem dit : "Depuis ma naissance je suis maudit par cette malédiction de maudire les autres, et juste lâcher cette rage et cette merde bizarre qui pourtant marche. Et ça se vend, et ça m'aide à me soulager de toute cette tension qui se trouve dans ces phrases." Je pense qu'on peut donc l'affirmer, cette chanson est sa thérapie. » Le site Allmusic a lui aussi mis en avant la chanson dans sa critique générale de l'album. Sputnik affirme que « Amityville décrit comment il a réussi à grandir dans l'enfer de Détroit. The Way I Am décrit tout. » Le même journaliste a conseillé aux lecteurs d'acheter le single et en a fait une critique très positive : « Sur des sons de musique gothique, de basse grondante et de cloches d'églises, Eminem réussit à interpréter des paroles qui font certainement parties des meilleures de sa carrière. Le mélange entre ses rimes acérés et le piano donne un mélange intéressant. C'est une des premières chansons d'Eminem où Marshall Mathers a 100 % des crédits d'écriture. » Le site IGN a écrit une autre critique positive : « Eminem et son cul de petit blanc enragé continue à faire mal avec The Way I Am. Lorsqu'il dit "Et je suis tout ce que tu dis que je suis/Et si je ne l’étais pas, alors pourquoi dirais-je que je le suis ?" ou "Je suis si malade et fatigué d'être admiré", on en vient presque à croire qu'il va tout laisser tomber et raccrocher le micro (mais Eminem aime qu'on lui porte attention et ce n'est pas une option à ce stade de sa carrière et surtout pas avec l'importance qu'il a dans le "Rap Game"). Les rythmes lancinants au piano ne font que donner plus d'intensité au morceau. C'est d'ailleurs Eminem lui-même qui a créé l'instrumental, un exemple de sa capacité incroyable à produire des titres stellaires comme celui-ci. » Sal Cinquemani dit : « Il [Eminem] fait enfin comprendre la place de la violence dans les villes considérés comme riche dans l'épique The Way I Am. » En France, le journaliste Olivier Cachin a fait une rétrospective sur The Marshall Mathers LP à l'occasion de la sortie du deuxième volet en 2013, The Marshall Mathers LP 2. Il dresse une critique dithyrambique de la chanson en disant : « The Way I Am est un autoportrait au vitriol digne de figurer au panthéon des meilleurs textes de rap jamais écrits. »

## Clip vidéo
clip vidéo tourné en juin 2000.
Le clip comporte une version instrumentale lente de la chanson Kim et une partie du sketch Steve Berman (qui est la piste précédent cette chanson sur l'album) et lorsque la chanson démarre, Eminem saute d'une fenêtre d'un immeuble. La séquence où il tombe du ciel est inspirée par le film des frères Coen, Le Grand Saut, dans lequel le héros tombe également. Le clip met en scène Marilyn Manson lorsque la chanson parle de celui-ci. D'autres scènes montrent des fans venant le voir pour qu'il signe des autographes, Eminem caché par sa capuche devant une vieille maison. À la fin du clip, lorsque Eminem touche le sol, il rebondit. Ce clip a été classé 19e meilleur clip des années 2000 par le magazine Complex.
En 2013, Eminem sort la suite de l'album The Marshall Mathers LP et empreinte de nombreux passages du clip de The Way I Am pour illustrer son duo avec Rihanna, The Monster. Il y a notamment la scène de la chute, lorsqu'il mange avec sa femme dans un lieu public et le moment où il renverse une table basse.

## Crédits
- Chant et paroles : Eminem
- Production : Eminem
- Mixage : Eminem
- Guitare et basse : Mike Elizondo
- Clavier : Mike Elizondo, Tommy Coster Jr.
- Réalisateur : Paul Hunter
- Apparitions dans le clip : Marilyn Manson Proof, Nathan Mathers

## Liste des pistes
CD single -  Royaume-Uni
1. "The Way I Am" - 4:53
2. "Bad Influence" - 3:40
3. "My Fault" (Pizza Mix) - 3:54
4. "The Way I Am" (clip) - 4:53

Cassette -  Royaume-Uni
1. "The Way I Am" - 4:53
2. "Bad Influence" - 3:40

CD single -  Australie
1. "The Way I Am" (version non éditée) - 4:53
2. "The Way I Am" (version clean) - 4:55
3. "Kids" (version non censurée) - 5:07
4. "'97 Bonnie and Clyde" - 5:17
5. "Steve Berman" (Skit) - 0:56
6. "The Real Slim Shady" (clip) - 4:44

## Classements
La chanson a atteint la huitième place du UK Singles Chart au Royaume-Uni, alors qu'aux États-Unis, elle n'a pas atteint le top 50. The Way I Am a été certifié disque d'or en Suède, en vendant plus de 10 000 exemplaires.
| Classement (2000)                       | Meilleure position |
| --------------------------------------- | ------------------ |
| Allemagne (Media Control AG)            | 19                 |
| Australie (ARIA)                        | 34                 |
| Autriche (Ö3 Austria Top 40)            | 11                 |
| Belgique (Flandre Ultratop 50 Singles)  | 16                 |
| Belgique (Wallonie Ultratop 50 Singles) | 9                  |
| Danemark (Tracklisten)                  | 15                 |
| Finlande (Suomen virallinen lista)      | 8                  |
| Irlande (IRMA)                          | 4                  |
| Pays-Bas (Nederlandse Top 40)           | 10                 |
| Royaume-Uni (UK Singles Chart)          | 8                  |
| Royaume-Uni (UK R&B Chart)              | 1                  |
| Suède (Sverigetopplistan)               | 6                  |
| Suisse (Schweizer Hitparade)            | 19                 |
| États-Unis (Hot 100)                    | 58                 |

| Pays  | Certification | Date            | Ventes certifiées |
| ----- | ------------- | --------------- | ----------------- |
| Suède | Or            | 6 novembre 2000 | 10 000 +          |

## Source
- (en) Cet article est partiellement ou en totalité issu de l’article de Wikipédia en anglais intitulé « The Way I Am (Eminem song) » (voir la liste des auteurs).